# Red Eye
Red Eye – amerykański thriller w reżyserii Wesa Cravena z roku 2005.
Tytuł „Red Eye” nawiązuje do anglojęzycznego określenia nocnych linii lotniczych o nazwie Red-eye flight.

## Fabuła
Podczas rutynowego lotu uprowadzona zostaje przez nowo poznanego mężczyznę kobieta. Zastraszona zabiciem jej ojca, zostaje wmieszana w proceder mający na celu zabójstwo wpływowego polityka.

## Obsada
- Cillian Murphy – Jackson Rippner
- Rachel McAdams – Lisa Reisert
- Brian Cox – ojciec
- Jayma Mays – Cynthia
- Jack Scalia – William Keefe
- Robert Pine – Bob Taylor

## Nagrody i nominacje
Irish Film and Television Awards 2005
- Najlepszy aktor – Cillian Murphy (nominacja)

Teen Choice Awards 2006
- Ulubiony thriller (wygrana)
- Ulubiona filmowa scena krzyku – Rachel McAdams (nominacja)
- Ulubiony oślizgły typ – Cillian Murphy (nominacja)

MTV Movie Awards 2006
- Najlepszy aktor lub aktorka – Rachel McAdams (nominacja)

Nagrody Saturn 2006
- Najlepszy film akcji / przygodowy / thriller (nominacja)
- Najlepsza aktorka – Rachel McAdams (nominacja)
- Najlepszy aktor drugoplanowy – Cillian Murphy (nominacja)